# Psilopa nitidifacies
Psilopa nitidifacies is een vliegensoort uit de familie van de oevervliegen (Ephydridae). De wetenschappelijke naam van de soort is voor het eerst geldig gepubliceerd in 1958 door Frey.